# Leichtathletik-Länderkampf der Männer 1955 Niederlande – BR Deutschland
| 8. Leichtathletik-Länderkampf mit bundesdeutscher Beteiligung 1955 | 8. Leichtathletik-Länderkampf mit bundesdeutscher Beteiligung 1955 |               |
| ------------------------------------------------------------------ | ------------------------------------------------------------------ | ------------- |
|                                                                    |                                                                    |               |
| Ländervergleich der Männer: Niederlande – BR Deutschland           |                                                                    |               |
| Austragungsort                                                     | Groningen                                                          |               |
| Wettbewerbe                                                        | 15                                                                 |               |
| Datum                                                              | 21. August                                                         |               |
| 1. FRG 2. NLD                                                      | 175 P 128 P                                                        |               |
| Chronik                                                            |                                                                    |               |
| ← SUI-FRG (M)                                                      | NLD-FRG (F) →                                                      | NLD-FRG (F) → |

Den achten Vergleich des Länderkampfjahres 1955 bestritten die Männer wie zwei weitere Länderkämpfe am 21. August gegen die Niederlande. Die Veranstaltung fand im niederländischen Groningen gleichzeitig mit dem Länderkampf der Frauen gegen denselben Gegner sowie den beiden Männer-Begegnungen mit der Schweiz in Genf bzw. Dänemark in Kopenhagen statt. Für die Männer war es das vierte Aufeinandertreffen mit den Niederländern in einem Wettkampf mit dem allgemeinen leichtathletischen Programm. Die drei vorangegangenen Begegnungen hatte Deutschland gewonnen. Außerdem hatte es 1951 einen Straßenlauf gegeben, in dem sich die Niederländer durchgesetzt hatten.

## Wettbewerbe und Modus
In diesem Jahr traten die beiden Mannschaften in Groningen wie schon in den Treffen zuvor mit jeweils drei Athleten pro Disziplin an. Wie in den letzten Jahren wurde mit nur fünfzehn Wettbewerben ein reduziertes Programm ausgetragen und die Veranstaltung wurde an einem Tag durchgeführt. Aus dem olympischen Katalog fehlten die Rennen über 10.000 Meter, 110 und 400 Meter Hürden, über 3000 Meter Hindernis, der Marathonlauf, die beiden Gehdisziplinen, der Dreisprung, der Hammerwurf sowie der Zehnkampf. Gewertet wurde wie in den vorangegangenen Jahren, Rang eins brachte in der Einzelwertung sieben Punkte, Rang zwei fünf, Rang drei vier usw. Rang sechs wurde noch mit einem Punkt belohnt. In den Staffeln wurden die Punkte mit sieben zu vier verteilt.

## Ergebnis
Für die niederländischen Athleten gab es drei gewonnene Disziplinwertungen mit einem Dreifacherfolg. Die bundesdeutschen Sportler entschieden elf Wettbewerbe für sich mit drei Dreifacherfolgen. Hinzu kam eine unentschiedene Punktevergabe. Damit lag die Bundesrepublik Deutschland in der Endabrechnung mit 175 zu 128 Punkten deutlich vorn.

## Legende
Kurze Übersicht zur Bedeutung der Symbolik – so üblicherweise auch in sonstigen Veröffentlichungen verwendet:
| k. A. | keine Angabe          |
| DSQ   | disqualifiziert       |
| NMH   | keine Höhe (No Mark)  |
| ogV   | ohne gültigen Versuch |

## Resultat

### 100 m
| Platz | Athlet            | Land | Zeit (s) |
| ----- | ----------------- | ---- | -------- |
| 1     | Adolf Kluck       | FRG  | 10,7     |
| 2     | Aad van Hardeveld | NLD  | 10,7     |
| 3     | Theo Saat         | NLD  | 10,8     |
| 4     | Lutz Mommartz     | FRG  | 10,9     |
| 5     | Hayo Rulander     | NLD  | 11,0     |
| 6     | Peter Kraus       | FRG  | 11,1     |

### 200 m
| Platz | Athlet            | Land | Zeit (s) |
| ----- | ----------------- | ---- | -------- |
| 1     | Aad van Hardeveld | NLD  | 22,0     |
| 2     | Walter Oberste    | FRG  | 22,3     |
| 3     | Peter Kraus       | FRG  | 22,4     |
| 4     | Adolf Kluck       | FRG  | 22,4     |
| 5     | Theo Saat         | NLD  | k. A.    |
| 6     | Teun Aret         | NLD  | k. A.    |

### 400 m
| Platz | Athlet            | Land | Zeit (s) |
| ----- | ----------------- | ---- | -------- |
| 1     | Manfred Poerschke | FRG  | 49,5     |
| 2     | Fritz Hannig      | FRG  | 49,8     |
| 3     | Fred Moerman      | NLD  | 49,9     |
| 4     | Emile Smulders    | NLD  | 50,0     |
| 5     | Albert Radusch    | FRG  | 50,9     |
| 6     | Rackwitz          | NLD  | 51,1     |

### 800 m
| Platz | Athlet                | Land | Zeit (min) |
| ----- | --------------------- | ---- | ---------- |
| 1     | Hans-Walter Friedrich | FRG  | 1:51,2     |
| 2     | Horst Peters          | FRG  | 1:54,5     |
| 3     | Werner Wagenknecht    | FRG  | 1:55,4     |
| 4     | Henk Haus             | NLD  | 1:57,7     |
| 5     | Jan Rem               | NLD  | 2:01,4     |
| 6     | Harry de Kroon        | NLD  | 2:03,4     |

### 1500 m
| Platz | Athlet             | Land | Zeit (min) |
| ----- | ------------------ | ---- | ---------- |
| 1     | Rolf Lamers        | FRG  | 3:51,9     |
| 2     | Hans Emde          | FRG  | 3:53,9     |
| 3     | Alfred Werthmann   | FRG  | 3:57,4     |
| 4     | Bohle              | NLD  | 3:59,4     |
| 5     | Wim Roovers        | NLD  | 4:01,5     |
| 6     | Roland Spierenburg | NLD  | 4:05,0     |

### 5000 m
| Platz | Athlet              | Land | Zeit (min) |
| ----- | ------------------- | ---- | ---------- |
| 1     | Henk Viset          | NLD  | 15:05,4    |
| 2     | Friedhelm Bongard   | FRG  | 15:23,2    |
| 3     | Georg Remmert       | FRG  | 15:35,2    |
| 4     | Heinz Westerteicher | FRG  | 15:35,2    |
| 5     | Jan Fekkes          | NLD  | 16:01,8    |
| 6     | Damman              | NLD  | 16:18,0    |

### 110 m Hürden
| Platz | Athlet            | Land | Zeit (s) |
| ----- | ----------------- | ---- | -------- |
| 1     | Jan Parlevliet    | NLD  | 15,1     |
| 2     | Peter Nederhand   | NLD  | 15,3     |
| 3     | L. Vlamings       | NLD  | 15,4     |
| 4     | Wolfgang Troßbach | FRG  | 15,5     |
| 5     | Adolf Bötefür     | FRG  | 15,9     |
| 6     | Günter Grote      | FRG  | 16,3     |

### 4 × 100 m Staffel
| Platz | Besetzung      | Land                                               | Zeit (s) |
| ----- | -------------- | -------------------------------------------------- | -------- |
| 1     | BR Deutschland | Josef Heinen Peter Kraus Adolf Kluck Lutz Mommartz | 42,5     |
| DSQ   | Niederlande    | Tempelaer Theo Saat Sleeuwenhoek Aad van Hardeveld |          |

### 4 × 400 m Staffel
| Platz | Besetzung      | Land                                                                | Zeit (min) |
| ----- | -------------- | ------------------------------------------------------------------- | ---------- |
| 1     | BR Deutschland | Fritz Hannig Walter Oberste Hans-Walter Friedrich Manfred Poerschke | 3:22,6     |
| 2     | Niederlande    | Harry de Kroon Chris Smildiger Emile Smulders Fred Moerman          | 3:24,7     |

### Hochsprung
| Platz | Athlet               | Land | Höhe (m) |
| ----- | -------------------- | ---- | -------- |
| 1     | Harald Lindemann     | FRG  | 1,84     |
| 2     | Friedrich Guszahn    | FRG  | 1,84     |
| 3     | Jan Willem Nummerdor | NLD  | 1,81     |
| 4     | van Oosteb           | NLD  | 1,81     |
| 5     | Peter Nederhand      | NLD  | 1,76     |
| 6     | Günter Grote         | FRG  | 1,76     |

### Stabhochsprung
| Platz | Athlet           | Land | Höhe (m) |
| ----- | ---------------- | ---- | -------- |
| 1     | Ernst Lachermund | FRG  | 3,49     |
| 2     | Walter Simon     | FRG  | 3,49     |
| 3     | Cor Lamoree      | NLD  | 3,39     |
| 4     | H. van Hoven     | NLD  | 3,19     |
| 5     | Flamings         | NLD  | 2,79     |
| NMH   | Adolf Bötefür    | FRG  | ogV      |

Adolf Bötefür scheiterte drei Mal an seiner Anfangshöhe von 3,39.

### Weitsprung
| Platz | Athlet         | Land | Weite (m) |
| ----- | -------------- | ---- | --------- |
| 1     | Heinz Fallak   | FRG  | 6,84      |
| 2     | Heinz Klophaus | FRG  | 6,81      |
| 3     | Sleeuwenhoek   | NLD  | 6,77      |
| 4     | Günter Grote   | FRG  | 6,74      |
| 5     | Hans Griek     | NLD  | 6,59      |
| 6     | Henk Visser    | NLD  | 5,86      |

### Kugelstoßen
| Platz | Athlet            | Land | Weite (m) |
| ----- | ----------------- | ---- | --------- |
| 1     | Dietrich Urbach   | FRG  | 14,91     |
| 2     | Cornelis Koch     | NLD  | 14,55     |
| 3     | Günther Stolz     | FRG  | 14,43     |
| 4     | Kurt Reisinger    | FRG  | 13,49     |
| 5     | Demmink           | NLD  | 13,42     |
| 6     | Jaap van der Maat | NLD  | 13,06     |

### Diskuswurf
| Platz | Athlet          | Land | Weite (m) |
| ----- | --------------- | ---- | --------- |
| 1     | Ben Rebel       | NLD  | 45,58     |
| 2     | Heinz Rosendahl | FRG  | 44,28     |
| 3     | Joop Fikkert    | NLD  | 43,22     |
| 4     | Dietrich Urbach | FRG  | 42,46     |
| 5     | Horst Greven    | FRG  | 41,82     |
| 6     | Postma          | NLD  | 40,75     |

### Speerwurf
| Platz | Athlet                   | Land | Weite (m) |
| ----- | ------------------------ | ---- | --------- |
| 1     | Joop Fikkert             | NLD  | 61,69     |
| 2     | Gerd Pukropski           | FRG  | 60,46     |
| 3     | Werner Schwantje         | FRG  | 59,84     |
| 4     | Frans van der Heyden     | NLD  | 55,67     |
| 5     | Jan Kamerbek             | NLD  | 52,08     |
| 6     | Hans-Georg von Schnering | FRG  | 48,83     |